# 2018 FNS歌謡祭

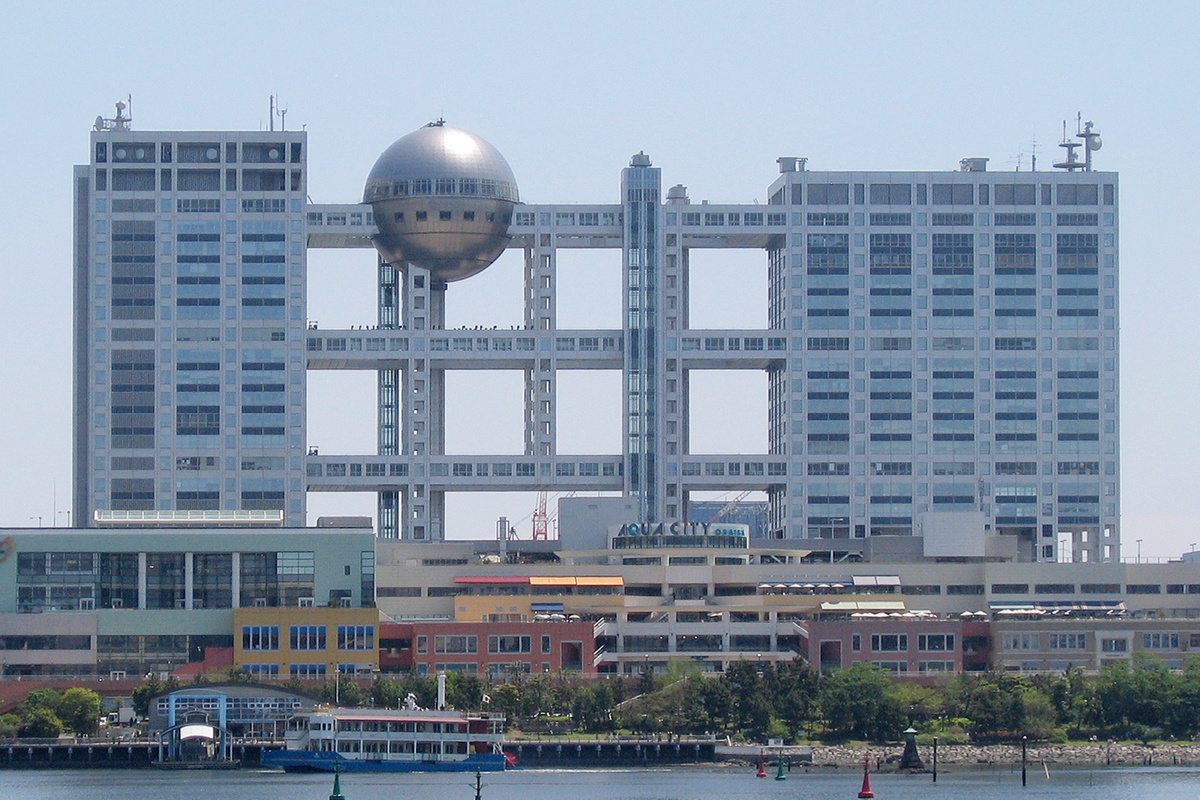
「第2夜」の会場となる番組の生放送が行われたフジテレビ本社「FCGビル」

『2018 FNS歌謡祭』（2018 エフエヌエスかようさい）は、フジテレビ系列で2018年12月5日 19:00 - 23:28（JST）・12月12日 19:00 - 23:28（JST）に生放送された通算47回目の『FNS歌謡祭』である。

## 概要
平成最後の『FNS歌謡祭』となる。また、翌年に相葉雅紀・永島優美へ交代したことに伴い、2015年から4年連続で担当してきた森高千里・渡部建が務める『FNS歌謡祭』の司会はこの年が最後となった。
2015年 - 2017年に引き続き、4年連続で本年も当番組では2DAYSとして2回に分けて生放送されることが同年11月9日に番組ホームページで発表された。また、前年に引き続き、2週連続の放送となり、2週とも4時間28分（2週合計8時間56分）の大長編となる。第1夜は例年通りの形式でグランドプリンスホテル新高輪「飛天」より12月5日 19:00 - 23:28（JST）に、第2夜はフジテレビ特設スタジオより12月12日 19:00 - 23:28（JST、北海道文化放送・岩手めんこいテレビ・新潟総合テレビ・福井テレビ・東海テレビ・高知さんさんテレビ・サガテレビ・沖縄テレビは23:22飛び降り）に生放送された。
第1夜
下記のスペシャル企画を含めた16個のみどころが設けられていた。
- チケット即完売の人気ミュージカル、名作3作品を特集!
  - 劇団四季「ライオンキング」、堂本光一（KinKi Kids）×井上芳雄「ナイツ・テイル－騎士物語－」、小池徹平×三浦春馬「キンキーブーツ」をスペシャルパフォーマンス!
- 関ジャニ∞と東京スカパラダイスオーケストラが賑やかに夢の共演!
- 2018年大ヒットアニメ登場! Twitter世界トレンド1位に輝いたアニメ『ポプテピピック』の主題歌を上坂すみれが地上波音楽番組初披露! さらに男性声優アーティストとして不動の人気を誇る宮野真守が満を持して『FNS歌謡祭』に初登場!!
- KinKi Kidsは久保田利伸が書き下ろした「会いたい、会いたい、会えない。」を久保田利伸と披露! さらに堂本剛（KinKi Kids）が藤井フミヤと共演!
- ゆずの北川悠仁が作詞作曲「夏疾風」を嵐とゆずの初共演で披露!
- 中山美穂が名曲「WAKU WAKUさせて」を約23年ぶりに音楽番組でパフォーマンス!
- 浜崎あゆみは宇多田ヒカルの「Movin' on without you」を歌唱!
- 2018年大ヒットDA PUMP「U.S.A.」を氣志團が禁断のコラボ!?
- 映画で話題のユニット『シン&ふうか』（阿部サダヲ・吉岡里帆）がテレビ初歌唱!!
- 薬師丸ひろ子が松任谷由実（呉田軽穂）の提供曲「Woman "Wの悲劇"より」を松下奈緒のピアノで披露!
- 上白石萌音は冬に聞きたい昭和歌謡曲の定番「なごり雪」を熱唱!
- 2019年に再始動するアリス（谷村新司・堀内孝雄・矢沢透）が『FNS歌謡祭』だけのパフォーマンスを披露!
- 日韓合同企画のサバイバル・オーディション番組『PRODUCE 48』より誕生したガールズ・グループ IZ*ONEが日本の音楽番組で初歌唱!
- NEWSが15周年メドレーで「NEWSニッポン」、「チャンカパーナ」、「「生きろ」」を披露!
- 広瀬香美、EXILE、欅坂46、Hey! Say! JUMP、山崎育三郎、Little Glee Monster、水樹奈々ら豪華21組のアーティストがクリスマス&ウィンターソングの名曲の数々を華やかにパフォーマンス!
- “後世に歌い継ぎたい日本の名曲”として平成最後の『FNS歌謡祭』にふさわしい中島みゆき「時代」を多くのアーティストが歌い紡ぐ!

第2夜
下記のスペシャル企画を含めた7個のみどころが設けられていた。　
- ももいろクローバーZ ユニバーサル・スタジオ・ジャパンスペシャルライブ!
- 大人気のミュージカルメドレーでは、山崎育三郎、陣内孝則、中川晃教、生田絵梨花（乃木坂46）、神田沙也加、城田優といった人気キャストたちが『プリシラ』『ジャージー・ボーイズ』などのヒットミュージカルから名曲ナンバーの数々をパフォーマンス!
- aikoが20周年メドレーで「ストロー」、「夢見る隙間」、「ボーイフレンド」を、西野カナは「10周年記念めざましテーマ曲メドレー」で「Darling」、「Have a nice day」を披露!
- 和田アキ子と三浦大知が一夜限りの豪華共演!
- Toshlとジェジュンは尾崎豊の名曲をカバー!
- EXILEライブで人気の楽曲をGENERATIONSとTHE RAMPAGEがスペシャルコラボで披露!
- クリスマスメドレーでは、Kis-My-Ft2、Sexy Zone、King & Prince、DEAN FUJIOKA、E-girls、乃木坂46らがクリスマスシーズンの夜を盛り上げる!

12月5日（第1夜）の平均視聴率は14.2%で昨年より上回った。また、瞬間最高視聴率は22:02（JST）、クリスマス&ウィンターソングメドレーとしてEXILEが「Lovers Again」を披露しているシーンで、18.3%だった（いずれもビデオリサーチ調べ、関東地区・世帯・リアルタイム）。
12月12日（第2夜）の平均視聴率は11.8%でこちらも昨年より上回った。また、瞬間最高視聴率は21:00・21:05（JST）、「平成のFNS歌謡祭 名共演集」を出演アーティストと共に振り返るシーンで、14.9%だった（いずれもビデオリサーチ調べ、関東地区・世帯・リアルタイム）。
また、昨年に引き続き、第1夜・第2夜どちらも当番組限定で司会の森高・渡部が出演するGoogleとのコラボCMが制作されて、番組の随所で放送された。

## 当日のステージ

### 第1夜
トップバッターでは、当番組では東京スカパラダイスオーケストラと関ジャニ∞がそれぞれ初めて担当して番組のオープニングメドレーの1曲目として「Paradise Has No Border」を披露した。大トリでは、平成最後の『FNS歌謡祭』の特別企画として総勢10組の出演アーティスト（下記参照）が担当して「時代」を披露した。
第1夜のステージの最多出演者は井上芳雄であり、6曲に参加していた。
番組前半では、昭和の名曲が出演アーティストのカバーによるメドレーで披露された。また、IZ*ONEが日本の音楽番組に初出演となりパフォーマンスが披露された。さらに、ミュージカル名作3作品『ライオンキング』『ナイツ・テイル－騎士物語－』『キンキーブーツ』のスペシャルパフォーマンスが披露された。
番組中盤では、中山美穂が「WAKU WAKUさせて」を音楽番組としては約23年ぶりに披露した。また、DA PUMPと氣志團のコラボレーションで「U.S.A.」と「One Night Carnival」がマッシュアップされた「O.N.C. 〜One Night Carnival 2018〜」が特別に披露された。さらに、嵐とゆずのコラボレーションで北川悠仁が作詞・作曲を手掛けた「夏疾風」が披露された。
番組後半では、番組恒例であるクリスマス&ウィンターソングメドレーが出演アーティストのカバー・コラボレーションで披露された。また、デビュー15周年を迎えたNEWSのFNS限定のスペシャルメドレーが披露された。
久保田利伸、劇団四季、シン&ふうか、SEKAI NO OWARI、髙橋真梨子、堂本剛（KinKi Kids）、中山美穂、浜崎あゆみ、藤井フミヤ、薬師丸ひろ子は事前収録での出演だった。
第1夜では、ジャニーズ事務所からはKinKi Kids、嵐、NEWS、関ジャニ∞、Hey! Say! JUMPの5組が出演した。
出演アーティストは全54組で、全75曲中28曲がコラボレーション（共演）で披露された。

### 第2夜
トップバッターでは、番組恒例のクリスマスソングメドレーの1曲目としてKing & Princeが「赤鼻のトナカイ」を披露した。大トリでは、平成最後の『FNS歌謡祭』の特別企画「後世に歌い継ぎたい日本の名曲」として総勢14組の出演アーティスト（下記参照）が担当して「あの素晴しい愛をもう一度」を披露した。
第2夜のステージの最多出演者は山崎育三郎と中川晃教であり、それぞれ6曲に参加していた。
番組序盤では、第1夜に引き続き、番組恒例のクリスマスソングメドレーが出演アーティストのカバー・コラボレーションで披露された。
番組前半では、こちらも第1夜に引き続き、ミュージカル名作2作品『プリシラ』『ジャージー・ボーイズ』のスペシャルパフォーマンスが披露された。
番組中盤では、同年8月に急逝した漫画家のさくらももこの追悼企画として、『ちびまる子ちゃん』の歴代オープニングテーマ&エンディングテーマといった主題歌のスペシャルメドレーが出演アーティストのコラボレーションで披露された。また、ももいろクローバーZがユニバーサル・スタジオ・ジャパンのギネス世界記録のイリュージョン・クリスマスツリーや巨大なプロジェクションマッピングでパフォーマンスを披露した。
番組後半では、昨年に引き続き、「ミュージカル名曲メドレー」として『ドリームガールズ』『ロミオとジュリエット』『キューティ・ブロンド』『モーツァルト!』『オペラ座の怪人』『エリザベート』といった各作品の主題歌や挿入歌が出演アーティスト同士のカバー・コラボレーションのスペシャルメドレーで披露された。また、平成最後の『FNS歌謡祭』の特別企画「平成最後のスーパーアイドルソング」として、AKB48・乃木坂46・欅坂46・IZ*ONEの各メンバーがFNSスペシャルユニット・IZ4648を結成して、秋元康が『FNS歌謡祭』のために書き下ろした楽曲「必然性」を特別に披露。
番組終盤では、Toshlとジェジュンが尾崎豊の名曲をカバーしてメドレーで披露。
また、デビュー20周年を迎えたaikoとデビュー10周年を迎えた西野カナがそれぞれFNS限定のスペシャルメドレー、三浦大知が映画『ドラゴンボール超 ブロリー』の主題歌、V6がアニメ『ONE PIECE』のオープニングテーマなどを披露。
さらに、平成最後の『FNS歌謡祭』の特別企画として、過去に放送された歴代の平成の『FNS歌謡祭』（1989年〜2017年）で披露されたパフォーマンスの中で名シーンを一挙に振り返る「平成のFNS歌謡祭 名演集」、貴重なコラボレーション（共演）を出演アーティストと共に振り返る「平成のFNS歌謡祭 名共演集」が番組の随所で行われた。
aiko、IZ4648、神田沙也加、TARAKO、爆チュー問題、星野源、Mrs. GREEN APPLE、ももいろクローバーZは事前収録での出演だった。
第2夜では、ジャニーズ事務所からはV6、KAT-TUN、Kis-My-Ft2、Sexy Zone、King & Princeの5組が出演した。
出演アーティストは全51組で、全74曲中25曲がコラボレーション（共演）で披露された。

### 全体（第1夜・第2夜）
今年は、IZ*ONE、池森秀一、上坂すみれ、勝矢、神田沙也加、King & Prince、劇団四季、劇団4ドル50セント、けやき坂46、ジェジュン、ジェニーハイ、城田優、陣内孝則、シン&ふうか、DA PUMP、玉置成実、TARAKO、DIVA、中河内雅貴、中川晃教、爆チュー問題、濱田めぐみ、福井晶一、三浦春馬、Mrs. GREEN APPLE、宮野真守、矢崎広、ユナク、吉本坂46、LiSAの30組のアーティストが『FNS歌謡祭』に初出演した。
第1夜・第2夜のどちらにも出演したアーティストはIZ*ONE、AKB48、欅坂46、城田優、三浦大知、山崎育三郎の6組。
第1夜・第2夜合わせて、出演アーティストは100組・披露された楽曲は149曲・披露されたコラボレーション（共演）は53共演となった。
第1夜・第2夜合わせたステージの最多出演者は山崎育三郎であり、計8曲に参加していた。
大塚愛は2007年以来の11年ぶり、EXILE、Superfly、SEKAI NO OWARI、東京スカパラダイスオーケストラ、中山美穂、KAT-TUNは2015年以来の3年ぶりの『FNS歌謡祭』の出演となった。
メドレー企画「クリスマスソングメドレー」と「ミュージカル名作パフォーマンス」は、第1夜・第2夜のどちらも、それぞれ異なる楽曲や作品で披露された（下記参照）。
TOKIOは山口達也の不祥事による脱退で音楽活動を休止したため出演を辞退した。同年のうたの夏まつりに出演したAqoursは11月17日・18日に東京ドームで開催された4thライブと本番組の放送時期が近かったこともあり、体調面を考慮した形で出演を辞退した。翌年のFNS歌謡祭で返り咲きを果たしている。Sexy Zoneの松島聡とKing & Princeの岩橋玄樹はパニック障害で休養による活動休止中のため出演を辞退した。
乃木坂46の西野七瀬・衛藤美彩・斉藤優里・桜井玲香・井上小百合・佐藤楓、モーニング娘。'18の飯窪春菜・佐藤優樹・森戸知沙希・加賀楓・譜久村聖、AKB48の竹内美宥・高橋朱里・宮崎美穂、HKT48の指原莉乃、欅坂46の米谷奈々未・長濱ねる・鈴本美愉・原田葵、NGT48の山口真帆・菅原りこ・長谷川玲奈・高倉萌香・太野彩香・加藤美南・荻野由佳・山田野絵・中村歩加・西村菜那子・小熊倫実・中井りか、けやき坂46の柿崎芽実・井口眞緒、関ジャニ∞の錦戸亮にとって、グループメンバーとして最後の『FNS歌謡祭』の出演となった。2024年3月4日に死去したTARAKO、2022年2月5日に活動休止した吉本坂46も、最初で最後の『FNS歌謡祭』の出演となった。

## 出演者

### 司会
- 森高千里
- 渡部建（アンジャッシュ）
- 加藤綾子（フリーアナウンサー）

### 出演アーティスト

#### 第1夜（出演アーティスト）
- IZ*ONE
- 絢香
- 嵐
- アリス
- 井上芳雄
- 上坂すみれ
- AKB48
- EXILE
- 荻野目洋子
- 勝矢
- 上白石萌音
- 関ジャニ∞[注 43]
- 氣志團
- KinKi Kids[注 44]
- 久保田利伸
- 劇団四季
- 欅坂46
- けやき坂46[注 4]
- 小池徹平
- 倖田來未
- 郷ひろみ
- コブクロ
- 三代目 J Soul Brothers from EXILE TRIBE[注 45]
- THE ALFEE
- JUJU
- 城田優
- シン&ふうか（阿部サダヲ・吉岡里帆）
- 鈴木雅之
- SEKAI NO OWARI
- ソニン
- 髙橋真梨子
- DA PUMP
- 玉置成実
- 東京スカパラダイスオーケストラ
- 中山美穂
- NEWS
- 浜崎あゆみ
- 平井堅
- 広瀬香美
- 藤井フミヤ
- Hey! Say! JUMP
- BoA
- 松下奈緒
- 三浦大知
- 三浦春馬
- 水樹奈々
- 宮野真守
- miwa
- 森高千里
- 薬師丸ひろ子
- 山崎育三郎
- ゆず
- LiSA
- Little Glee Monster

太文字は当年のNHK『第69回NHK紅白歌合戦』に出場。
※五十音順

#### 第2夜（出演アーティスト）
- aiko
- IZ*ONE
- E-girls
- 池森秀一（DEEN）
- AKB48
- NGT48
- 大塚愛
- KAT-TUN
- 神田沙也加
- Kis-My-Ft2
- 鬼龍院翔（ゴールデンボンバー）
- King & Prince
- 劇団4ドル50セント
- CHEMISTRY
- 欅坂46
- THE RAMPAGE from EXILE TRIBE
- ジェジュン
- ジェニーハイ
- GENERATIONS from EXILE TRIBE
- 城田優
- 陣内孝則
- Superfly
- Sexy Zone[注 46]
- DAIGO
- TARAKO
- DEAN FUJIOKA
- DIVA（ジェニファー・エリアンナ・ダンドイ舞莉花）
- Toshl
- Dream Ami
- ナオト・インティライミ
- 中河内雅貴
- 中川晃教
- 新妻聖子
- 西野カナ
- 乃木坂46
- 爆チュー問題
- 濱田めぐみ
- B.B.クィーンズ
- 平野綾
- V6
- フェアリーズ
- 福井晶一
- 星野源
- 三浦大知
- Mrs. GREEN APPLE
- モーニング娘。'18
- ももいろクローバーZ
- 矢崎広
- 山崎育三郎
- ユナク
- 吉本坂46
- 和田アキ子
- WANIMA

太文字は当年のNHK『第69回NHK紅白歌合戦』に出場。
※五十音順

### ゲスト
第1夜
- 田中将大 - 観覧として特別出演。
- 蒼井翔太 - テレビアニメ『ポプテピピック』キャスト、上坂すみれのパフォーマンス中にバックスクリーンでVTR出演した。
- 船越英一郎、新木優子 - ドラマ『トレース〜科捜研の男〜』キャスト、主演の錦戸亮が所属する同ドラマの主題歌を歌う関ジャニ∞の応援。
- 佐々木蔵之介 - ドラマ『黄昏流星群』キャスト、主題歌を歌う平井堅の応援。

## セットリスト

### 第1夜（セットリスト）
| 順番 | アーティスト                                                                            | 楽曲                                                         |
| ---- | --------------------------------------------------------------------------------------- | ------------------------------------------------------------ |
| 1    | 東京スカパラダイスオーケストラ×関ジャニ∞                                                | Paradise Has No Border (2017/東京スカパラダイスオーケストラ) |
| 2    | 関ジャニ∞×東京スカパラダイスオーケストラ                                                | 無責任ヒーロー (2008/関ジャニ∞)                              |
| 3    | 広瀬香美×AKB48                                                                          | ゲレンデがとけるほど恋したい (1995/広瀬香美)                 |
| 4    | 広瀬香美×水樹奈々×AKB48                                                                 | ロマンスの神様 (1993/広瀬香美)                               |
| 5    | 鈴木雅之                                                                                | 君は薔薇より美しい (1979/布施明)                             |
| 6    | JUJU                                                                                    | まちぶせ (1976/三木聖子・1981/石川ひとみ)                    |
| 7    | 井上芳雄                                                                                | 木綿のハンカチーフ (1975/太田裕美)                           |
| 8    | アリス                                                                                  | チャンピオン (1978)                                          |
| 9    | THE ALFEE                                                                               | 星空のディスタンス (1984/ALFEE)                              |
| 10   | 荻野目洋子×DA PUMP                                                                      | ダンシング・ヒーロー (Eat You Up) (1985/荻野目洋子)          |
| 11   | 髙橋真梨子                                                                              | 勝手にしやがれ (1977/沢田研二)                               |
| 12   | miwa                                                                                    | don't cry anymore (2010)                                     |
| 13   | 絢香                                                                                    | あいことば                                                   |
| 14   | Hey! Say! JUMP                                                                          | COSMIC☆HUMAN                                                 |
| 15   | AKB48                                                                                   | NO WAY MAN                                                   |
| 16   | IZ*ONE                                                                                  | La Vie en Rose                                               |
| 17   | 堂本光一(KinKi Kids)×井上芳雄                                                           | 騎士物語 (二人の貴公子キャスト)                              |
| 18   | 堂本光一(KinKi Kids)×井上芳雄                                                           | 囚人の歌（リプリーゼ） (二人の貴公子キャスト)                |
| 19   | 堂本光一(KinKi Kids)×井上芳雄                                                           | 宿敵がまたとない友 (二人の貴公子キャスト)                    |
| 20   | 堂本光一(KinKi Kids)×井上芳雄                                                           | 騎士物語（リプリーゼ）(二人の貴公子キャスト)                 |
| 21   | JUJU×城田優                                                                             | What A Wonderful World (1967/ルイ・アームストロング)         |
| 22   | 三代目 J Soul Brothers                                                                  | 恋と愛                                                       |
| 23   | 劇団四季                                                                                | サークル・オブ・ライフ (1998/ライオン・キングキャスト)       |
| 24   | 劇団四季                                                                                | 愛を感じて (1998/ライオン・キングキャスト)                   |
| 25   | 薬師丸ひろ子×松下奈緒                                                                   | Woman "Wの悲劇"より (1984/薬師丸ひろ子)                      |
| 26   | 中山美穂                                                                                | WAKU WAKUさせて (1986)                                       |
| 27   | 上白石萌音                                                                              | なごり雪 (1974/かぐや姫・1975/イルカ)                        |
| 28   | 三浦春馬                                                                                | LAND OF LOLA 〜ローラの世界〜 (2016/キンキーブーツキャスト)  |
| 29   | 小池徹平・三浦春馬・ソニン・玉置成実・勝矢                                              | RAISE YOU UP (2016/キンキーブーツキャスト)                   |
| 30   | 小池徹平・三浦春馬・ソニン・玉置成実・勝矢                                              | JUST BE (2016/キンキーブーツキャスト)                        |
| 31   | JUJU×三浦大知×丸山隆平(関ジャニ∞)                                                       | やさしさで溢れるように (2009/JUJU)                           |
| 32   | EXILE                                                                                   | Heads or Tails                                               |
| 33   | DA PUMP                                                                                 | Rhapsody in Blue (1998)                                      |
| 34   | DA PUMP                                                                                 | U.S.A.                                                       |
| 35   | 氣志團×DA PUMP                                                                          | O.N.C. 〜One Night Carnival 2018〜 (氣志團)                  |
| 36   | 鈴木雅之×倖田來未                                                                       | め組のひと (1983/ラッツ&スター)                              |
| 37   | 三代目 J Soul Brothers                                                                  | R.Y.U.S.E.I. (2014)                                          |
| 38   | 郷ひろみ×宮野真守                                                                       | 言えないよ (1994/郷ひろみ)                                   |
| 39   | 中山美穂                                                                                | 世界中の誰よりきっと (1992/中山美穂&WANDS)                   |
| 40   | 嵐×ゆず                                                                                 | 夏疾風 (嵐)                                                  |
| 41   | 欅坂46                                                                                  | アンビバレント                                               |
| 42   | SEKAI NO OWARI                                                                          | Death Disco (2013)                                           |
| 43   | 髙橋真梨子                                                                              | 桃色吐息 (1984)                                              |
| 44   | Little Glee Monster                                                                     | 世界はあなたに笑いかけている                                 |
| 45   | 平井堅                                                                                  | KISS OF LIFE (2001)                                          |
| 46   | KinKi Kids×久保田利伸                                                                   | 会いたい、会いたい、会えない。 (KinKi Kids)                  |
| 47   | 上坂すみれ                                                                              | POP TEAM EPIC                                                |
| 48   | 水樹奈々×宮野真守                                                                       | 結界 (水樹奈々 feat.宮野真守)                                |
| 49   | 森高千里×Hey! Say! JUMP                                                                 | ジン ジン ジングルベル (1995/森高千里)                       |
| 50   | 小池徹平×城田優×山崎育三郎                                                              | 恋人たちのクリスマス (1994/マライア・キャリー)               |
| 51   | EXILE NESMITH・EXILE SHOKICHI ×今市隆二・登坂広臣(三代目 J Soul Brothers)               | LAST CHRISTMAS (2008/EXILE)                                  |
| 52   | 欅坂46×けやき坂46                                                                       | ジングルベル (1857/クリスマスソング)                         |
| 53   | Little Glee Monster                                                                     | ママがサンタにキッスした (1952/クリスマスソング)             |
| 54   | NEWS                                                                                    | クリスマス・イブ (1983/山下達郎)                             |
| 55   | BoA                                                                                     | メリクリ (2004)                                              |
| 56   | EXILE                                                                                   | Lovers Again (2007)                                          |
| 57   | 倖田來未×miwa×LiSA                                                                      | 雪のクリスマス (1990/DREAMS COME TRUE)                       |
| 58   | 嵐                                                                                      | I'll be there (2017)                                         |
| 59   | 嵐                                                                                      | Find The Answer                                              |
| 60   | シン&ふうか                                                                             | 体の芯からまだ燃えているんだ                                 |
| 61   | 絢香×三浦大知                                                                           | ハートアップ                                                 |
| 62   | 浜崎あゆみ                                                                              | Movin' on without you (1999/宇多田ヒカル)                    |
| 63   | コブクロ                                                                                | 蕾 (2007)                                                    |
| 64   | 藤井フミヤ×堂本剛(KinKi Kids)                                                           | Another Orion (1996/藤井フミヤ)                              |
| 65   | 堂本剛(KinKi Kids)×藤井フミヤ                                                           | 街 (2002/堂本剛)                                             |
| 66   | 関ジャニ∞                                                                               | ここに                                                       |
| 67   | SEKAI NO OWARI                                                                          | イルミネーション                                             |
| 68   | 氣志團                                                                                  | 我ら思う、故に我ら在り (2015)                                |
| 69   | 久保田利伸                                                                              | So Beautiful                                                 |
| 70   | 平井堅×松下奈緒                                                                         | half of me (平井堅)                                          |
| 71   | ゆず                                                                                    | マボロシ                                                     |
| 72   | NEWS                                                                                    | NEWSニッポン (2003)                                          |
| 73   | NEWS                                                                                    | チャンカパーナ (2012)                                        |
| 74   | NEWS                                                                                    | 「生きろ」                                                   |
| 75   | 井上芳雄・上坂すみれ・上白石萌音・JUJU・NEWS 水樹奈々・宮野真守・miwa・山崎育三郎・LiSA | 時代 (1975/中島みゆき)                                       |

### 第2夜（セットリスト）
| 順番 | アーティスト | 楽曲                                                                                   |
| ---- | --- | -------------------------------------------------------------------------------------- |
| 1    | King & Prince | 赤鼻のトナカイ (1949/ジーン・オートリー&ザ・ピナフォア)                                |
| 2    | E-girls | All I Want For Christmas Is You (1994/マライア・キャリー)                              |
| 3    | Sexy Zone | ジングルベル (1857/クリスマスソング)                                                   |
| 4    | DEAN FUJIOKA×Dream Ami | Wonderful Christmastime (1979/ポール・マッカートニー)                                  |
| 5    | 城田優×ジェジュン | LAST CHRISTMAS (1984/ワム!)                                                            |
| 6    | Kis-My-Ft2 | サンタが街にやってくる (1934/クリスマスソング)                                         |
| 7    | 乃木坂46×クリスマスメドレーALL CAST | We Wish You a Merry Christmas (16世紀起源のクリスマス・キャロル)                       |
| 8    | 三浦大知 | Blizzard                                                                               |
| 9    | 大塚愛 | プラネタリウム (2005)                                                                  |
| 10   | CHEMISTRY | My Gift to You (2002)                                                                  |
| 11   | 山崎育三郎×DIVA | It's Raining Men (2006/プリシラキャスト)                                               |
| 12   | ユナク×DIVA | Material Girl (2006/プリシラキャスト)                                                  |
| 13   | 山崎育三郎×ユナク×陣内孝則×DIVA | Go West (2006/プリシラキャスト)                                                        |
| 14   | 山崎育三郎×ユナク×DIVA | Hot Stuff (2006/プリシラキャスト)                                                      |
| 15   | 山崎育三郎 | True Colors (2006/プリシラキャスト)                                                    |
| 16   | 山崎育三郎×ユナク×陣内孝則×DIVA | I Will Survive (2006/プリシラキャスト)                                                 |
| 17   | 中川晃教×中河内雅貴×矢崎広×福井晶一 | December '63 (Oh What a Night)〈あのすばらしき夜〉 (2016/ジャージー・ボーイズキャスト) |
| 18   | 中川晃教×中河内雅貴×矢崎広×福井晶一 | Walk Like A Man〈恋のハリキリ・ボーイ〉 (2016/ジャージー・ボーイズキャスト)            |
| 19   | 中川晃教×中河内雅貴×矢崎広×福井晶一 | Sherry〈シェリー〉 (2016/ジャージー・ボーイズキャスト)                                 |
| 20   | 中川晃教 | Can't Take My Eyes Off Of You〈君の瞳に恋してる〉 (2016/ジャージー・ボーイズキャスト)  |
| 21   | 中川晃教×中河内雅貴×矢崎広×福井晶一 | Big Girls Don't Cry〈恋のやせがまん〉 (2016/ジャージー・ボーイズキャスト)              |
| 22   | WANIMA | シグナル                                                                               |
| 23   | WANIMA | Hey Lady (2014)                                                                        |
| 24   | 乃木坂46 | 帰り道は遠回りしたくなる                                                               |
| 25   | 池森秀一×DAIGO | このまま君だけを奪い去りたい (1993/DEEN)                                               |
| 26   | ナオト・インティライミ | Overflows 〜言葉にできなくて〜 (2016)                                                  |
| 27   | aiko | ストロー                                                                               |
| 28   | aiko | 夢見る隙間 (2015)                                                                      |
| 29   | aiko | ボーイフレンド (2000)                                                                  |
| 30   | KAT-TUN | KISS KISS KISS (2015)                                                                  |
| 31   | V6 | Darling (2003)                                                                         |
| 32   | KAT-TUN | Ask Yourself                                                                           |
| 33   | V6 | Super Powers                                                                           |
| 34   | Mrs. GREEN APPLE | 青と夏                                                                                 |
| 35   | NGT48 | 世界の人へ                                                                             |
| 36   | モーニング娘。'18 | フラリ銀座                                                                             |
| 37   | モーニング娘。'18 | 恋愛レボリューション21 (updated) (2000/モーニング娘。)                                 |
| 38   | E-girls | Perfect World                                                                          |
| 39   | Dream Ami | トライ・エヴリシング (2016)                                                            |
| 40   | THE RAMPAGE | LA FIESTA                                                                              |
| 41   | B.B.クィーンズ×鬼龍院翔 | おどるポンポコリン (1990/B.B.クィーンズ)                                               |
| 42   | TARAKO×爆チュー問題 | アララの呪文 (2004/ちびまる子ちゃん with 爆チュー問題)                                 |
| 43   | B.B.クィーンズ×鬼龍院翔 | 走れ正直者 (1991/西城秀樹)                                                             |
| 44   | Superfly | タマシイレボリューション (2010)                                                        |
| 45   | Superfly | Gifts                                                                                  |
| 46   | Mrs. GREEN APPLE | StaRt (2015)                                                                           |
| 47   | DEAN FUJIOKA | Echo                                                                                   |
| 48   | 山崎育三郎×劇団4ドル50セント | I LAND (山崎育三郎)                                                                    |
| 49   | ももいろクローバーZ | サンタさん (2011)                                                                      |
| 50   | Sexy Zone | カラクリだらけのテンダネス                                                             |
| 51   | King & Prince | シンデレラガール                                                                       |
| 52   | 濱田めぐみ×新妻聖子×平野綾 | ドリームガールズ (2006/ドリームガールズ）                                              |
| 53   | 城田優×生田絵梨花(乃木坂46) | エメ (2001/ロミオとジュリエットキャスト)                                               |
| 54   | 神田沙也加 | So Much Better (2017/キューティ・ブロンドキャスト)                                     |
| 55   | 神田沙也加 | Legally Blonde （Remix） (2017/キューティ・ブロンドキャスト)                           |
| 56   | 城田優 | 僕こそ音楽 (2002/モーツァルト!キャスト)                                                |
| 57   | 平野綾×生田絵梨花(乃木坂46) | ダンスはやめられない (2002/モーツァルト!キャスト)                                      |
| 58   | 濱田めぐみ×中川晃教 | THE PHANTOM OF THE OPERA (1986/マイケル・クロフォード&サラ・ブライトマン)              |
| 59   | 新妻聖子 | 私だけに (2000/エリザベートキャスト） Time To Say Goodbye                              |
| 60   | 吉本坂46 | 泣かせてくれよ                                                                         |
| 61   | ジェニーハイ | 片目で異常に恋してる                                                                   |
| 62   | IZ4648 | 必然性                                                                                 |
| 63   | 西野カナ | Darling (2014)                                                                         |
| 64   | 西野カナ | Have a nice day (2016)                                                                 |
| 65   | Kis-My-Ft2 | 君、僕。                                                                               |
| 66   | 星野源 | Pop Virus                                                                              |
| 67   | 星野源 | アイデア                                                                               |
| 68   | フェアリーズ | White Angel (2012/Fairies)                                                             |
| 69   | Toshl | I LOVE YOU (1983/尾崎豊)                                                               |
| 70   | ジェジュン | Forget-me-not (1985/尾崎豊)                                                            |
| 71   | GENERATIONS | 少年                                                                                   |
| 72   | 和田アキ子×三浦大知 | あの鐘を鳴らすのはあなた (1972/和田アキ子)                                             |
| 73   | GENERATIONS×THE RAMPAGE | 銀河鉄道999 (1979/ゴダイゴ)                                                            |
| 74   | E-girls・NGT48・Kis-My-Ft2・CHEMISTRY 斎藤司(トレンディエンジェル)・THE RAMPAGE ジェジュン・GENERATIONS・城田優・新妻聖子 乃木坂46・濱田めぐみ・平野綾・山崎育三郎 | あの素晴しい愛をもう一度 (1971/加藤和彦と北山修)                                       |

### VTR（平成のFNS歌謡祭 名演集）
- 平成16年 - 松平健「マツケンサンバII」(2004) 『2004 FNS歌謡祭』より
- 平成10年 - GLAY「BE WITH YOU」(1998) 『1998 FNS歌謡祭』より
- 平成7年 - L⇔R「KNOCKIN' ON YOUR DOOR」(1995) 『1995 FNS歌謡祭』より
- 平成12年 - サザンオールスターズ「TSUNAMI」(2000) 『2000 FNS歌謡祭』より
- 平成11年 - モーニング娘。「LOVEマシーン」(1999) 『1999 FNS歌謡祭』より
- 平成24年 - EXILE×槇原敬之「Choo Choo TRAIN」(1991/ZOO) 『2012 FNS歌謡祭』より
- 平成23年 - 小林旭×長瀬智也(TOKIO)×武田真治「ダイナマイトが百五十屯」(1958/小林旭) 『2011 FNS歌謡祭』より
- 平成23年 - SPEED×AKB48「White Love」(1997/SPEED) 『2011 FNS歌謡祭』より
- 平成22年 - Superfly×秦基博「楓」(1998/スピッツ) 『2010 FNS歌謡祭』より
- 平成24年 - 小柳ゆき×デーモン閣下「愛情」(2000/小柳ゆき) 『2012 FNS歌謡祭』より
- 平成23年 - 布施明×松崎しげる「君は薔薇より美しい」(1979/布施明) 『2011 FNS歌謡祭』より
- 平成28年 - 久保田利伸×AI×Crystal Kay×加藤ミリヤ×清水翔太「LA・LA・LA LOVE SONG」(1979/久保田利伸 with NAOMI CAMPBELL) 『2016 FNS歌謡祭』より
- 平成28年 - 薬師丸ひろ子×橋本環奈「セーラー服と機関銃」(1981/薬師丸ひろ子) 『2016 FNS歌謡祭』より
- 平成25年 - 三谷幸喜×AKB48×SKE48×NMB48「Beginner」(2010/AKB48) 『2013 FNS歌謡祭』より
- 平成28年 - 乃木坂46×欅坂46「制服のマネキン」(2012/乃木坂46) 『2016 FNS歌謡祭』より
- 平成26年 - Dream5×氣志團×ゴールデンボンバー×AKB48・乃木坂46 ようかい選抜×T.M.Revolution×高見沢俊彦(THE ALFEE)「ようかい体操第一」(2014/Dream5) 『2014 FNS歌謡祭』より
- 平成26年 - ゆず×SEKAI NO OWARI「いつか」(1999/ゆず) 『2014 FNS歌謡祭』より
- 平成29年 - 平井堅×平手友梨奈(欅坂46)「ノンフィクション」(2017/平井堅) 『2017 FNS歌謡祭』より
- 平成22年 - 和田アキ子×德永英明「あの鐘を鳴らすのはあなた」(1972/和田アキ子) 『2010 FNS歌謡祭』より
- 平成12年 - 福山雅治「桜坂」(2000) 『2000 FNS歌謡祭』より
- 平成12年 - 浜崎あゆみ「M」(2000) 『2000 FNS歌謡祭』より
- 平成10年 - L'Arc〜en〜Ciel「snow drop」(1998) 『1998 FNS歌謡祭』より
- 平成18年 - Mr.Children「しるし」(2006) 『2006 FNS歌謡祭』より
- 平成10年 - JUDY AND MARY「散歩道」(1998) 『1998 FNS歌謡祭』より
- 平成3年 - CHAGE and ASKA「SAY YES」(1991/CHAGE&ASKA) 『1991 FNS歌謡祭』より
- 平成28年 - 星野源「恋」(2016) 『2016 FNS歌謡祭』より
- 平成28年 - 長渕剛「乾杯」(1980) 『2016 FNS歌謡祭』より

## 関連番組
- Love music

当番組の司会である森高・渡部がMCを務める音楽番組。
同年12月3日放送分では第1夜のみどころ、同年12月10日放送分では第2夜のみどころが紹介される特別編が放送された。
- FNS歌謡祭 直前!見どころ徹底解説SP

当番組の放送の前週の6夜にわたって、同年11月29日 0:25 - 0:35、11月30日 0:25 - 0:35、12月1日 0:55 - 1:05、12月2日 1:15 - 1:25、12月4日 0:40 - 0:50、12月5日 0:25 - 0:35で放送された事前番組。
本年の出演アーティスト・企画・みどころが紹介された。
フジテレビと一部の系列局で放送。